# Xanthium spinosum
Xanthium spinosum, једногодишња зељаста биљка из породице Compositae. 

## Опис
Једногодишња зељаста биљка, 15-80 (100) цм висока, с вретенастим кореном. Стабљика је усправна, умерено дрвенаста, гола или с кратким длакама, веома граната, жућкаста до браонкасто сива,испод сваке лисне дршке с једним светложутим, снажним троделним трном, дужине до 2,5 цм.
Листови су наизменични, седећи или на кратким дршкама, издужено ромбоидни, дуги 3-8 цм и широки 0,6-2,6 цм, са три режња (или без режњева) и дужим дугуљасто ланцетастим средњим режњем, с горње стране тамнозелени, по главном нерву с ретким белим длакама, с доње стране густо полегло длакави, с мање длака по нервима.
Једнодома биљка, с једнополним цветовима, зеленкастим и неупадљивим. Мушке главице су лоптасте, пречника 4-5 мм, са жућкастим и длакавим цветовима, груписане у термалне цвасти горњих листова. Женске главице се налазе појединачно или по неколико њих у пазуху доњих листова. Опрашују је ветар и инсекти. Цвета од јула до септембра, а плодноси од августа до новембра. Плод је ахенија. Омотач ахеније је смеђежут, с длакама и кукастим бодљама, које омогућавају ефикасно расејавање.

## Порекло врсте
Врста води порекло из Јужне Америке.
Јавља се као неутрализована врста у топлим и умереним деловима Европе, Азије, Африке, Аустралије и Северне Америке. На европском континенту је најпре пронађена у Португалу 1680. године, а касније и на југу Шпаније, 1695. године. У Србији су нарочито добро развијене популације на подручју Војводине.
Плод се лако качи за крзно животиња или одећу људи, па се врста може преносити на велике раздаљине. Често се расејава и воденим токовима, јер плодови ове врсте плутају. Представља упоран коров у баштама, виноградима и редним усевима.
Једна јединка током живота произведе око 150 семена. Од два семена у плоду, једно (доње) сазрева неколико месеци након отварања плода, док друго улази у период дорманције, који траје 2-3 године или дуже, јер задржава клијавост и до 8 година. Да би клијало, семе ове врсте захтева високу влажност земљишта, па клија обично од касног пролећа до касног лета.
Токсична је за животиње, а нарочито је отровна у стадијуму клијанаца, јер тада садржи високе концентрације отровног једињења, хидрокинона. Управо тада је и најпримамљивија за стоку.

## Станиште
Насељава рудерална станишта и културне површине: ливаде са интензивном испашом, сточна дворишта, усеве (јечам, пшеница) и окопавине, запуштене површине око путева и пруга, ђубришта, дворишта али се може наћи и на травним стаништима око обала водотокова. На нарушеним стаништима развија густе монодоминантне састојине, па осим што потискује аутохтоне врсте и успорава обнову станишта, онемогућује проходност животињама због бодљикавих плодова.

## Распрострањење у Србији
Широко распрострањена.

## Мере контроле и сузбијања
Добре резултате даје сечење биљаке или орање земљишта уколико се ради о малим популацијама, у периоду док су биљке младе с меканим стабљикама. Плодоношење треба спречити на време, али уколико до њега дође, важније је на прави начин обрадити земљиште како би се спречило ширење плодова.
С обзиром на то да се ова врста размножава једино продукцијом семена, мере уклањања треба усмерити ка спречавању формирања семена у континуалном низу од барем три године. Због дугачке дорманције семена, чупање нових биљака из корена пре цветања неопходно је понављати дужи низ година. На пољима где се јавља препоручује се ротација усева.
Развијани су и тестирани биолошки методи контроле, од којих највише обећава примена фунгалних патогена као микрохербицида (Puccinia xanthii, Colletotrichum xanthii i Colleotrichum orbiculare - најефикаснији).

## Синоними
- Acanthoxanthium spinosum